# أولوداتيرول
أولوداتيرول (Olodaterol) ناهض لمستقبلات بيتا قيد التطوير لعلاج المرضى الذين يعانون من مرض الانسداد الرئوي المزمن (COPD).
ويجري تطوير على أخذها مرة واحدة يوميا لعلاج إعاقة تدفق الهواء في المرضى الذين يعانون من مرض الانسداد الرئوي المزمن بما في ذلك التهاب القصبات المزمن و/أو انتفاخ الرئة.